# Hinkaku-Linie
| Hinkaku-Linie                                  | Hinkaku-Linie       |
| ---------------------------------------------- | ------------------- |
| In der Nähe der Kreuzung mit der Ikegami-Linie |                     |
| Streckenlänge:                                 | 17,8 km             |
| Spurweite:                                     | 1067 mm (Kapspur)   |
| Stromsystem:                                   | 1500 V =            |
| Zugbeeinflussung:                              | ATS-P               |
| Zweigleisigkeit:                               | ganze Strecke       |
|                                                |                     |
| Gesellschaft:                                  | JR East, JR Freight |

Die Hinkaku-Linie (jap. 品鶴線, Hinkaku-sen) ist eine Eisenbahnstrecke auf der japanischen Insel Honshū zwischen den Bahnhöfen Shinagawa und Tsurumi in der Metropolregion Tokio. Ihr Name leitet sich von den jeweils ersten Kanji-Zeichen der Endstationen in der sinojapanischen Lesung ab (品, Hin bzw. 鶴, kaku). Sie ist eine Zweigstrecke der Tōkaidō-Hauptlinie, befahren wird sie von Zügen der Yokosuka-Linie und der Shōnan-Shinjuku-Linie sowie von Güterzügen. Für den Personenverkehr zuständig ist die Bahngesellschaft JR East, für den Güterverkehr JR Freight.

## Beschreibung
Kurz nach Verlassen des Bahnhofs Shinagawa trennt sich die Hinkaku-Linie von den Gleisen der Tōkaidō-Hauptlinie. Bei der ehemaligen Signalstation Megurogawa passiert sie die Abzweigung zur Yamanote-Güterlinie und nimmt kurz darauf die Ōsaki-Zweigstrecke auf (beide führen vom bzw. zum Bahnhof Ōsaki). Dabei verläuft sie bis zum Bahnhof Musashi-Kosugi parallel zur Trasse der Schnellfahrstrecke Tōkaidō-Shinkansen. Auf dem Weg dorthin überquert sie die Yamanote-Linie, die Ōimachi-Linie, die Ikegami-Linie, die Tamagawa-Linie, den Fluss Tama und die Nambu-Linie. Weiter geht es über Shin-Kawasaki zur Brücke über den Tsurumi, wo die Strecke wieder auf die Tōkaidō-Hauptlinie trifft. Dort wird der Güterverkehr auf die Tōkaidō-Güterlinie geleitet.

## Geschichte
Am 21. August 1929 eröffnete das Eisenbahnministerium eine zweigleisige Strecke von 17,8 km Länge, die von Bahnhof Shinagawa über den Güterbahnhof Shin-Tsurumi bis in die Nähe von Tsurumi reichte. Sie war gebaut worden, um einen vielbefahrenen Abschnitt der Tōkaidō-Hauptlinie vom wachsenden Güterverkehr zu entlasten. Von Elektrolokomotiven gezogene Züge konnten den Güterbahnhof ab 30. Oktober 1930 von Tsurumi aus erreichen, ab 1. August 1939 auch von Shinagawa aus. Wegen des Baus der Tōkaidō-Shinkansen war die Hinkaku-Linie von Februar 1962 bis März 1964 nur eingeschränkt befahrbar. Ein Jahrzehnt später verlor die Hinkaku-Linie allmählich an Bedeutung; Grund dafür war die 1973 eröffnete Musashino-Linie, die zahlreiche Züge abzog (vor allem solche mit Gefahrgut). Insbesondere zwischen Shinagawa und Shin-Tsurumi gab es kaum noch nennenswerten Güterverkehr.
Um den kaum noch befahrenen Abschnitt besser auszulasten und gleichzeitig die Tōkaidō-Hauptlinie vom Personenverkehr zu entlasten, begann die Japanische Staatsbahn am 1. Oktober 1980 Züge der Yokosuka-Linie über die Hinkaku-Linie zu leiten. Am selben Tag nahm sie den Bahnhof Shin-Kawasaki in Betrieb. Der Güterbahnhof wurde am 1. Februar 1984 stillgelegt und in eine einfache Abstellanlage umgewandelt, am 2. April 1986 folgte die Eröffnung des Bahnhofs Nishi-Ōi. Ab 1. Dezember 2001 führte JR East die neu eingeführte Shōnan-Shinjuku-Linie ebenfalls über die Hinkaku-Linie. Als dritter neuer Bahnhof kam am 13. März 2010 Musashi-Kosugi hinzu. Seit dem 30. November 2019 wird die Hinkaku-Linie auch von direkten Zügen von Shinagawa zur Sōtetsu-Hauptlinie befahren.

## Liste der Bahnhöfe
| Name                                    | km   | Anschlusslinien | Lage   | Ort                   | Präfektur |
| --------------------------------------- | ---- | --- | ------ | --------------------- | --------- |
| Shinagawa (品川)                        | 00,0 | Tōkaidō-Shinkansen Tōkaidō-Hauptlinie Yamanote-Linie Keihin-Tōhoku-Linie Yokosuka-Linie Keikyū-Hauptlinie                                                                                        | Koord. | Minato, Tokio         | Tokio     |
| ehem. Signalstation Megurogawa (目黒川) | 01,3 | Yamanote-Güterlinie | Koord. | Shinagawa, Tokio      | Tokio     |
| ehem. Signalstation Hebikubo (蛇窪)     | 03,1 | Ōsaki-Zweiglinie | Koord. | Shinagawa, Tokio      | Tokio     |
| Nishi-Ōi (西大井)                       | 03,6 | Shōnan-Shinjuku-Linie Yokosuka-Linie | Koord. | Shinagawa, Tokio      | Tokio     |
| Musashi-Kosugi (武蔵小杉)               | 10,0 | Nambu-Linie Shōnan-Shinjuku-Linie Yokosuka-Linie Tōyoko-Linie Meguro-Linie | Koord. | Nakahara-ku, Kawasaki | Kanagawa  |
| Shin-Kawasaki (新川崎)                  | 12,7 | Shōnan-Shinjuku-Linie Yokosuka-Linie | Koord. | Saiwai-ku, Kawasaki   | Kanagawa  |
| Signalstation Shin-Tsurumi (新鶴見信)   | 13,9 | Musashino-Linie Nambu-Zweiglinie | Koord. | Saiwai-ku, Kawasaki   | Kanagawa  |
| Tsurumi (鶴見)                          | 17,8 | Tōkaidō-Hauptlinie Keihin-Tōhoku-Linie Negishi-Linie Shōnan-Shinjuku-Linie Yokosuka-Linie Tōkyū Tōyoko-Linie Keikyū-Hauptlinie Sōtetsu-Hauptlinie U-Bahn Yokohama: Blaue Linie Minatomirai-Linie | Koord. | Nishi-ku, Yokohama    | Kanagawa  |

Informationen zu Bahnhöfen: JR-Fahrplan und Güterfahrplan